# Pavel Lednev
Pavel Serafimovich Lednyov (conocido como Pavel Lednev)  (en ruso: Павел Серафимович Леднëв; 25 de marzo de 1943, Nizhni Nóvgorod, Unión de Repúblicas Socialistas Soviéticas - 23 de noviembre de 2010, Moscú, Federación Rusa) fue un pentatleta moderno y campeón olímpico soviético. Ganó un total de siete medallas olímpicas en la especialidad de pentatlón moderno, más que ningún otro atleta de su época. Ganó cuatro Campeonatos Mundiales, y dos medallas de oro como miembro del equipo soviético.

## Carrera
Lednyov compitió en las olimpíadas de México 1968, Múnich 1972, Montreal 1976 y Moscú 1980, y ganó un total de dos medallas de oro, dos medallas de plata y tres medallas de bronce.
En 1968 Lednyov es campeón soviético y califica para las olimpiadas de México. En sus primeros juegos olímpicos gana una medalla de bronce, y una medalla de plata con el equipo soviético, que estaba formado por Lednyov, Boris Onishchenko y Stasys Šaparnis. En Múnich en 1972 gana una medalla de plata en la competición individual, detrás de András Balczó, y una medalla de oro en la competencia por equipos, junto con Boris Onishchenko y Vladimir Shmelyov.
En Londres en 1973, Lednyov se convierte en doble campeón mundial, al ganar la competencia individual con 5,412 puntos, 145 puntos más que los obtenidos por Shmelyov, y el equipo soviético se impone ante el equipo de Alemania Oriental. En 1973 también se corona campeón nacional por segunda vez. En 1974 nuevamente se corona doble Campeón Mundial y en 1975 por tercera vez es Campeón Mundial individual.
En las Olimpiadas de 1976 en Montreal gana una medalla de plata en la competencia individual, detrás de Janusz Pyciak-Peciak que gana el oro. En 1978 nuevamente por cuarta vez se corona Campeón Mundial en la competencia individual. En las Olimpíadas de Moscú en 1980 gana la medalla de bronce individual, y su segunda medalla olímpica de oro con el equipo soviético, junto con Anatoli Starostin y Yevgeny Lipeyev.